# Młoda Cisowa

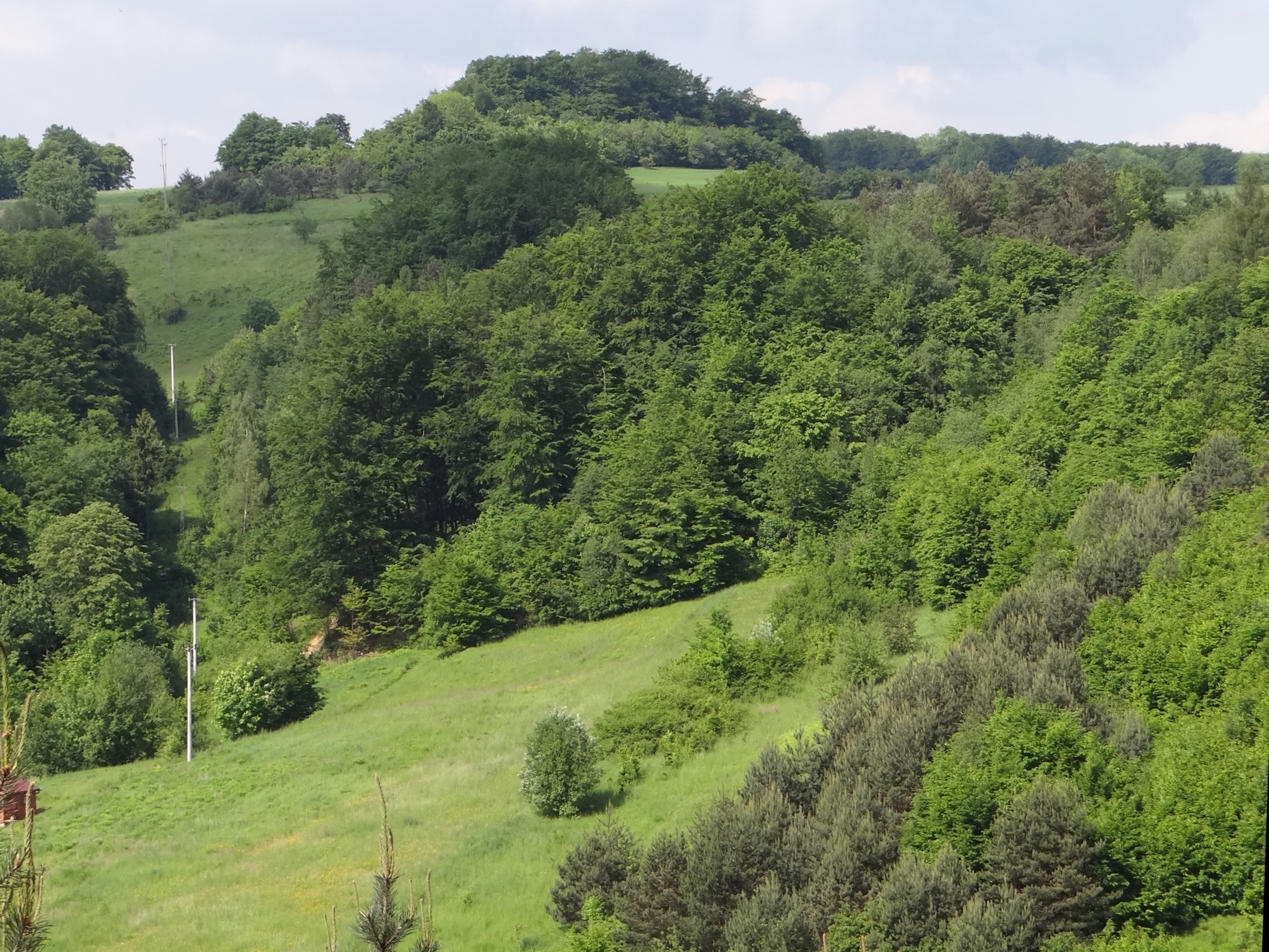
Młoda Cisowa u góry. Widok z Brodła

Młoda Cisowa (469 m) – wzniesienie na Wyżynie Olkuskiej, w miejscowości Żary, w powiecie krakowskim, w gminie Krzeszowice, na obszarze Wyżyny Olkuskiej wchodzącej w skład Wyżyny Krakowsko-Częstochowskiej.
Znajduje się w grzbiecie oddzielającym Dolinę Szklarki od Doliny Racławki (bliżej dna tej drugiej), pomiędzy wzniesieniami Stara Cisowa (po północnej stronie) i Cisówki (po południowej stronie). Jest porośnięta lasem. 